# حارة النقطة (ذمار)

تعديل مصدري - تعديل

حارة النقطة هي إحدى حارات مدينة ذمار التابعة لمحافظة ذمار، بلغ تعداد سكانها 1,273 نسمة حسب تعداد اليمن لعام 2004.